# John Street (snooker)
John Street, sodnik snookerja, * 3. januar 1932, † 6. januar 2009. 

## Kariera
Street je od 70. let pa vse do upokojitve sodil na vseh pomembnejših, po televiziji prenašanih turnirjih. Zadnji dvoboj, ki ga je sodil, je bil finalni dvoboj nejakostnega povabilnega turnirja Masters leta 1997 med Stevom Davisom in Ronniejem O'Sullivanom. Dvoboj je pripadel Davisu z 10-8, čeprav je O'Sullivan že vodil z 8-4. Dvoboj se je zapisal v zgodovino športa, saj je med dvobojem na igrišče pritekel ekshibicionist in odtekel krog okoli mize. Street je bil med dogodkom brez besed.
Sodil je pet finalnih dvobojev Svetovnega prvenstva med letoma 1980 in 1995.  Eden od teh petih finalnih dvobojev je bil tudi znameniti dvoboj med Jimmyjem Whitom in Stephenom Hendryjem iz leta 1992. Tedaj je White že vodil s 14-8, a nato dopustil Hendryju, da je dobil 10 zaporednih framov in slavil z izidom 18-14.
Street je na prvenstvu leta 1992 sodil tudi dvoboj, med katerim se je zgodil drugi niz 147 točk v zgodovini prvenstva. Uprizoril ga je Jimmy White v dvoboju prvega kroga proti Tonyju Dragu. White je s tem postal drugi igralec v zgodovini prvenstva, ki mu je uspel popolni niz. Prvi je postal leta 1983, devet let prej, Kanadčan Cliff Thorburn.
Street je bil avtor številnih knjig o pravilih snookerja. Njegovo zadnje prebivališče je bil Exeter.